# Juan Carlos Payano
Pour les articles homonymes, voir Payano.
Juan Carlos Payano est un boxeur dominicain né le 12 avril 1984.

## Carrière
Passé professionnel en 2010, il devient champion du monde des poids coqs WBA le 26 septembre 2014 en battant Anselmo Moreno après l'arrêt du combat à l'issue du 6e round à la suite d'une coupure à l’œil de ce dernier. Payano conserve son titre le 2 août 2015 en battant aux points en Floride l'américain Rau'shee Warren. Il est en revanche battu lors du combat revanche le 18 juin 2016.

## Référence
1. ↑  (en) 2014-09-26 : Anselmo Moreno 117½ lbs lost to Juan Carlos Payano 117½ lbs by PTS in round 6 of 12 (boxrec.com)